# Ximeno Garcés
Ximeno I de Pamplona (? - 860), senyor d'Àlaba i co-rei de Pamplona (851-860).

## Orígens familiars
Fou fill de Garcia Ximenes, que fou probablement senyor d'Àlaba i possiblement duc de Gascunya durant el regnat d'Ènnec I de Pamplona.

## Ascens al tron
Ximeno I fou escollit per succeir el seu cosí Ènnec I de Pamplona, de la dinastia Arista. Però els nobles navarresos preferiren el fill d'Ènnec com a successor, governant amb el nom de Garcia I de Pamplona. Tot i que realment no arribà a ser coronat rei la historiografia el situa com a co-rei de Pamplona.
El fill de Ximeno I, Garcia Ximenes esdevindrà co-rei durant el regnat de Fortuny Garcés, i pressumiblement ja abans amb el regnat de Garcia I.
El 905 el cop d'estat perpetrat contra Fortuny Garcés portarà la dinastia Ximena a governar el Regne de Navarra fins al 1234.